# Tortilla francesa

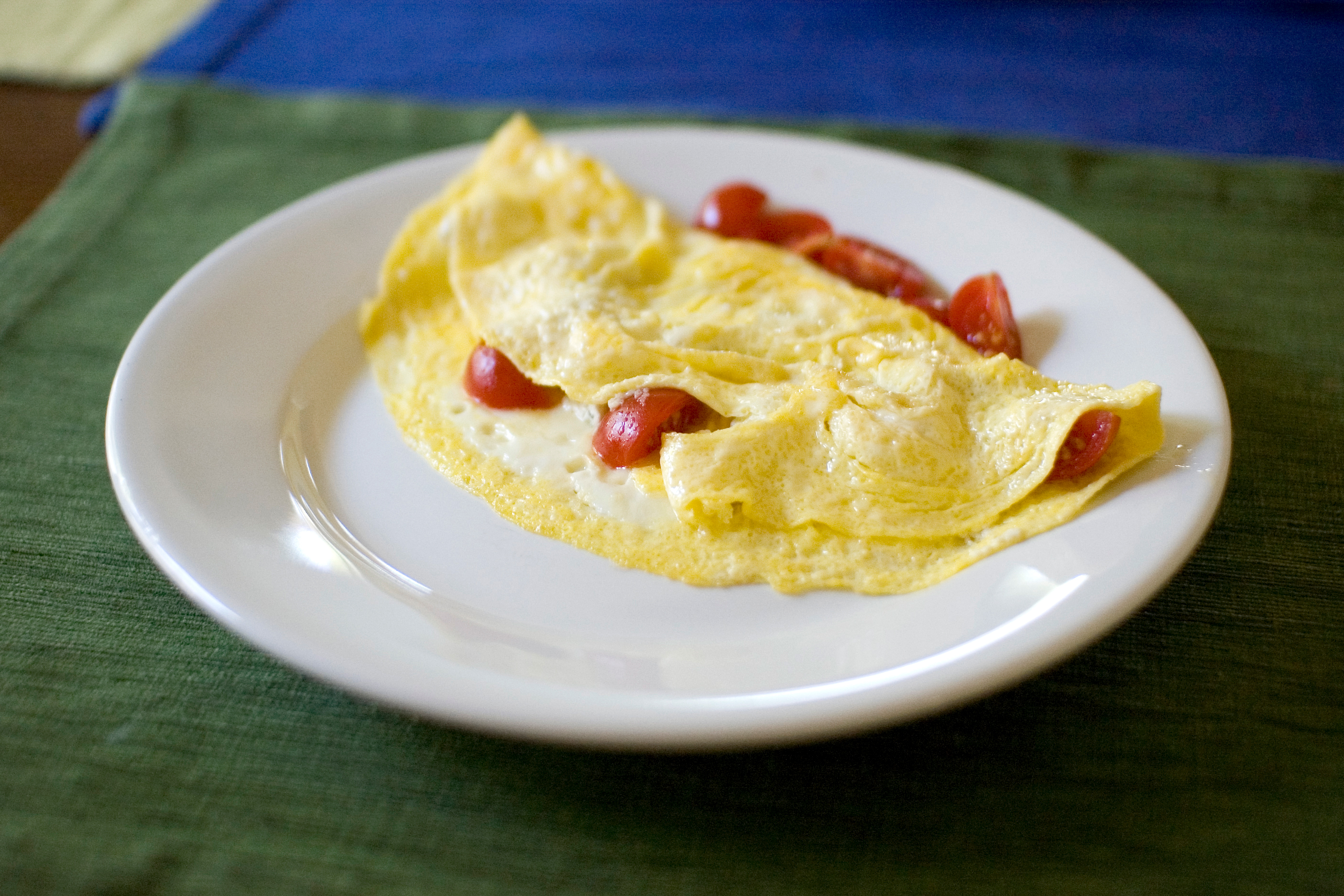
Tortilla francesa con tomates y mantequilla.

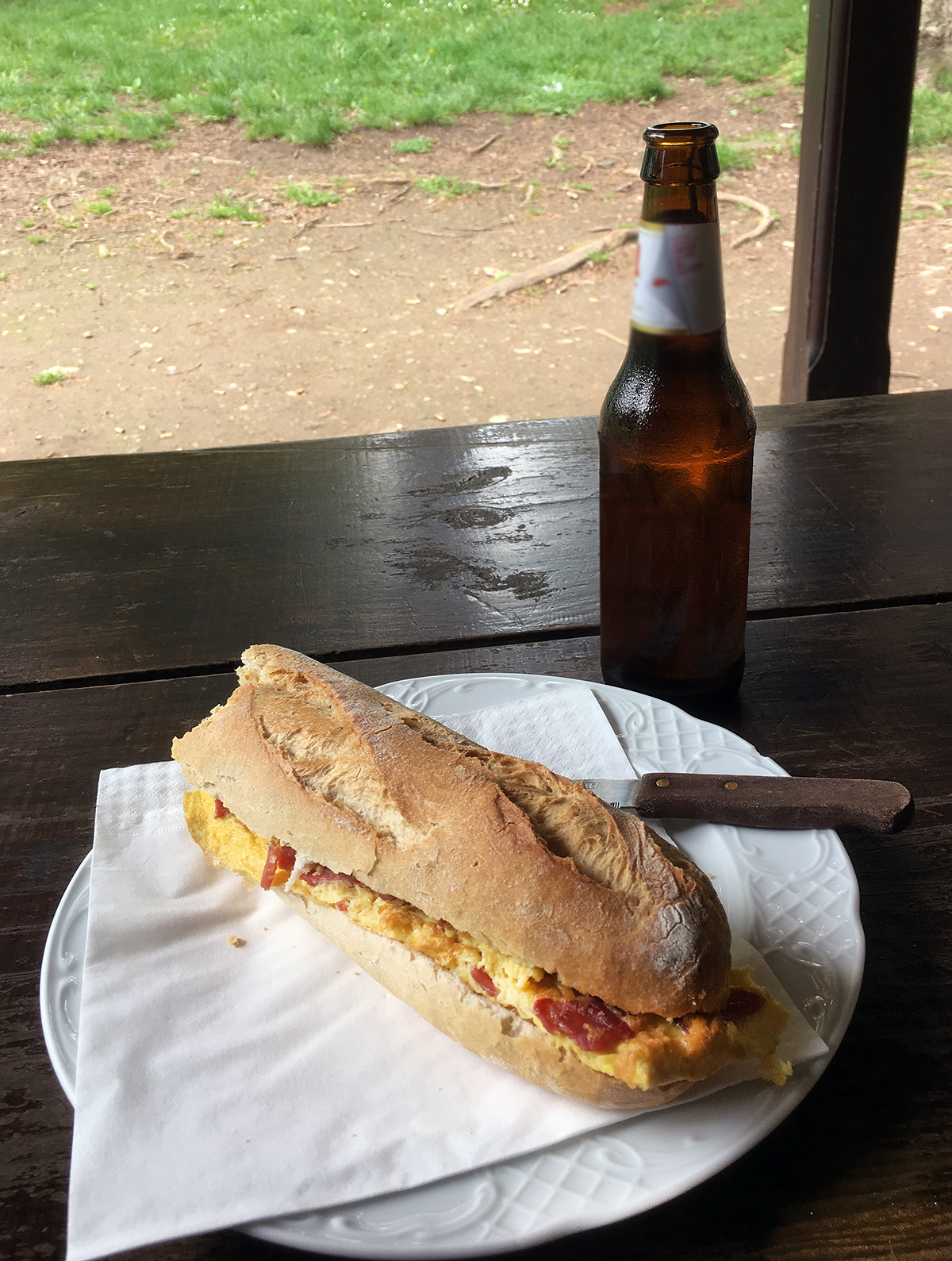
Bocadillo de tortilla francesa de jamón serrano.

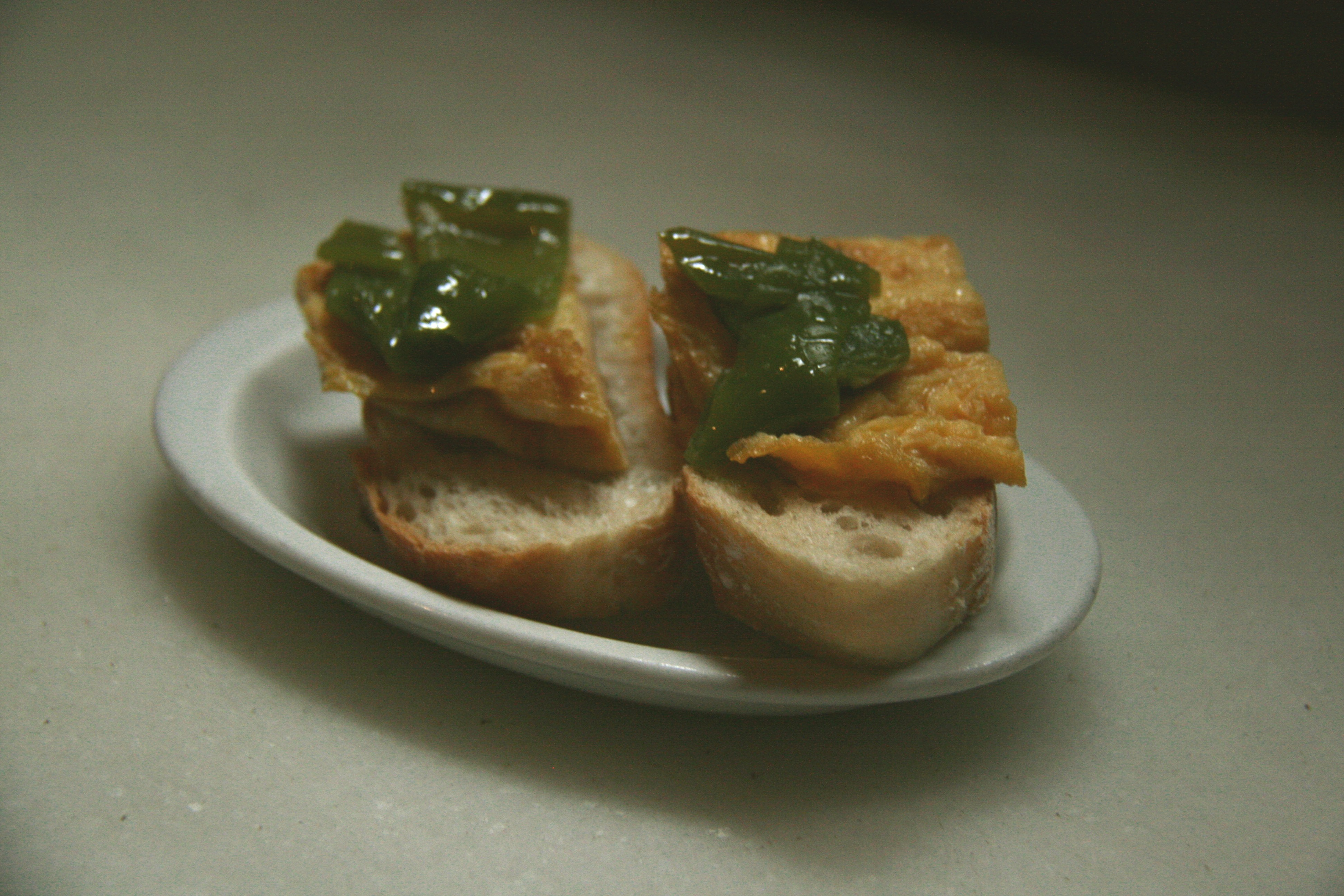
A veces un pedazo de tortilla en combinación con cualquier elemento se convierte en una tapa.

La tortilla francesa, tortilla de huevos u omelet (francés: omelette) es un plato elaborado con huevo batido y cocinado con mantequilla o aceite (depende de la zona), en una sartén. La forma que adquiere durante el cocinado es similar al de una hoja redonda, extendida o plegada sobre sí misma. Este plato es muy versátil, existiendo numerosas variaciones.

## Historia
Por su simplicidad de ingredientes y preparación, poca duda hay de que sus orígenes se remontan a la prehistoria. Existen indicios arqueológicos de la preparación de comida basada en huevos desde hace miles de años. A finales de 2022 se descubrió en el sur de Israel una hoguera de hace 4000 a 7500 años, con piedras quemadas, herramientas de piedra y recipientes de cerámica, junto a ocho huevos de avestruz. Si es cierto que los recipientes servían para el interior de los huevos, se trataría de la «tortilla de huevos» más antigua conocida.
Lo cierto es que nadie sabe a ciencia cierta el origen de la tortilla moderna, frita y condimentada. Los antecedentes documentados más antiguos que mencionan este plato hacen referencia al Imperio aqueménida, como posible predecesora de la actual kuku sabzi, una tortilla de hierbas típica de la cocina iraní. En Occidente, en el recetario De re coquinaria de Apicio aparece una receta de ova spongia ex lacte (‘tortilla de huevos con leche’), en cuya preparación se explica que hay que darle la vuelta (la voz «tortilla» proviene del latín torta ‘volteada’).
En este respecto, hay que matizar que la fórmula clásica de la «tortilla francesa» no incluye la vuelta de la hoja cuajada, sino la preparación solo de un lado y el plegado sobre sí misma. En este aspecto, la receta romana sería la de una tortilla de huevos pero no «francesa» en el sentido estricto de la palabra (lo cual no excluye que lo supieran preparar también).
En España, una de las primeras referencias es la de Enrique de Villena en Arte cisoria, en 1423: 

«Ay, allende d'esto, otras cosas de cortar compuestas, ansí como queso e huevos fritos o en tortilla».

También ya era conocida en la América precolombina. Las primeras referencias que se tienen de la expresión «tortilla de huevo» en este continente provienen de las crónicas de Indias, cuando los conquistadores españoles describieron los tianguis o mercados de la ciudad de México-Tenochtitlan. En esos textos la tortilla de Mesoamérica es referida como «pan de maíz», por lo que la alusión a la tortilla de huevo se realiza sin confusión.

«Venden huevos de gallinas y de ánsares, y de todas las otras aves que he dicho, en gran cantidad; venden tortillas de huevos hechas. Finalmente, que en los dichos mercados se venden todas cuantas cosas se hallan en toda la tierra...».
Segunda carta de relación de Hernán Cortés.

«Carne y pescado asado, cocido en pan, pasteles, tortillas de huevos de muy distintas aves. Es innumerable el mucho pan cocido y en grano y espiga que se vende, juntamente con habas, judías y otras muchas legumbres...».
Historia general de las Indias, Francisco López de Gómara.

Años más tarde Bernardino de Sahagún, describió en su obra Historia general de las cosas de la Nueva España, en el libro X, capítulo XXIV «De los que venden gallinas, huevos, medicinas, etc.»:

«El que trata en huevos suele criar gallinas, que ponen huevos; vende también los huevos, de patos y de codornices, buenos y recientes, y de ellos unas veces hace tortillas y otras veces algún guisado de cazuela».

Por lo cual, es claro que hacia el siglo XVI, tanto los conquistadores como los indígenas americanos conocían y comían tortillas de huevo.

## Origen de la expresión «tortilla francesa»
Una leyenda popular cuenta que el origen de este plato se encuentra en España, más concretamente, en Cádiz. Esta cuenta que debido a la falta de alimentos sufridos por la población de Cádiz y San Fernando durante el asedio francés de 1810, se dieron multitud de casos en los que el ingenio supo sobreponerse a la carencia que la guerra provocaba.
Así, uno de estos ejemplos culinarios sería la invención de lo que se vendría a conocer posteriormente como «tortilla a la francesa»; al parecer algunos habitantes de esta ciudad, ante la falta de patatas, decidieron no privarse de uno de sus platos favoritos: la tortilla con patatas, elaborando la misma solo con huevos.
Sin embargo, tal origen es simple leyenda, pues en 1806, varios años antes de que los franceses asediaran Cádiz, publicaba Alexander Hunter en York, Inglaterra, el recetario Culina Famulatrix Medicinae, donde incluía la receta de A French omelette, lo que hace suponer que el apelativo de «francesa» se lo pusieron los ingleses a finales del siglo XVIII.

## Variantes

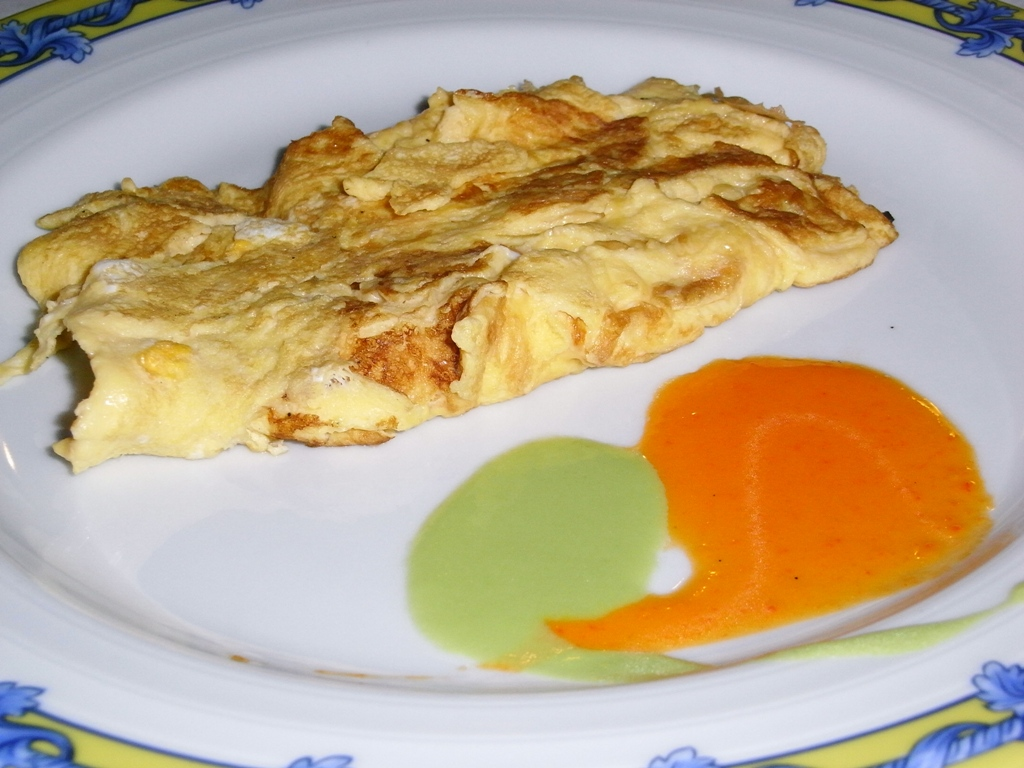
Un plato de tortilla.

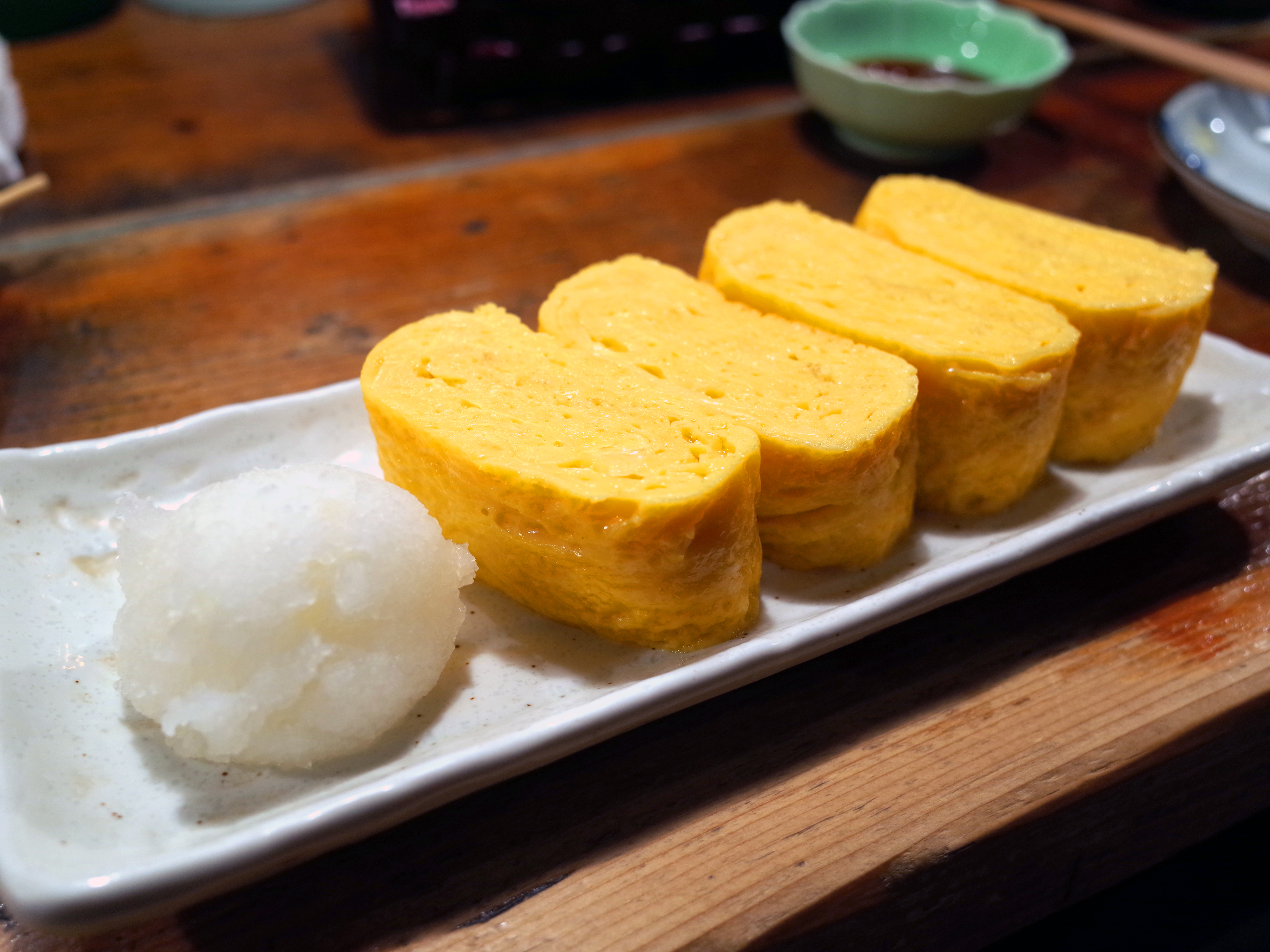
Una tortilla nipona denominada tamagoyaki.

- En Argentina, se conoce con el nombre de «omelette» y se realiza siguiendo los pasos indicados, solo que, generalmente, se la suele rellenar con jamón, queso, tomate, etc. para así luego enrollarlo y formar una especie de canelón.
- A la par que en Uruguay, se conoce como «tortilla», a la tortilla española con el agregado ocasional de chorizo o cebolla; además suelen hacerse tortillas de zapallito y tortillas de espinaca.
- En Chile, se le llama «omelet» o «tortilla», pero también existe la denominación de «tortilla chilena», que lleva tomate picado, maíz desgranado, albahaca o cilantro picado, harina, sal y aliños. Por otra parte, si lleva papas se le llama «tortilla de papas o española», y si llevase papas o chorizo tipo riojano o longaniza se le llama «tortilla riojana». También suelen incorporarse verduras, cebollas en pluma, coliflor, zanahoria picada o rallada, atún, mariscos, pescado desmenuzado, salchichas de Viena, longaniza, chorizo, poroto verde, arroz blanco cocido o cualquier ingrediente del gusto de cada comensal. La tortilla francesa es utilizada en la alta cocina.
- En Costa Rica, es conocida como «torta de huevo». Su consumo es muy versátil, pueden estar o no rellenas y usarse en otros platos como el pinto o gallitos.[10][11]
- Una tortilla china elaborada con ostras que se denomina fúróng.
- En Cuba se le llama «tortilla francesa» a la tortilla de huevos poco hecha, y «tortilla española», a la tortilla de huevos bien cuajada.
- En España la tortilla simple o francesa se hace sin añadir nata ni mantequilla, se fríe en aceite de oliva y se presenta en forma individual, con uno o dos pliegues. Otra tortilla muy popular elaborada con huevos en España es la tortilla de patatas (o, en algunas regiones, tortilla española) que es una tortilla elaborada con patatas (y a menudo también cebolla) y cocinada en aceite (siendo muy popular en bocadillo de tortilla de patatas). Existe también otras variantes elaboradas con vegetales, como la piperrada vasca, que contiene cebolla, pimiento y tomate, en la que éstos se sofríen y se coloca la tortilla de modo tal que quede en forma de media luna, o la mezcla también popular surgida de sumarle jamón y pimientos a las patatas, que recibe el nombre de «tortilla paisana» para diferenciarla de la denominada española. Como postre fue habitual la tortilla al ron.[12] Otras tortillas famosas en la cocina española es la granadina tortilla de Sacromonte, la tortilla de chorizo.
- En los Estados Unidos, existe la denominación Spanish omelette y se trata de una tortilla francesa servida con salsa de tomate picante, cebollas y pimientos verdes.[cita requerida]
- En Guatemala, existe la denominación «omelette casero» y se trata de una tortilla francesa rellena con queso, cayena o guindilla (alternativamente a la cayena se puede optar a pimienta negra), tomate, jamón, orégano, hongos y estos ingredientes pueden combinarse para dar múltiples variantes de un omelette casero.
- En Inglaterra suele llevar queso o virutas de jamón.
- En Irán la kookoo sabzi es una tortilla con hierbas aromáticas y se la considera precursora de las tortillas actuales.
- La frittata es una tortilla de la cocina italiana hecha solo con huevos o bien añadiendo cebolla, sobre la que se colocan otros ingredientes como queso, verduras, e incluso pasta. La frittata se cocina lentamente.
- En Japón, el tamagoyaki (卵焼き/玉子焼き) es una comida de finas láminas de tortilla francesa preparado en una sartén rectangular. La tortilla francesa se llama omuretsu (オムレツ, del francés omelette) y cuando se sirve relleno con arroz ese plato se llama omuraisu (del francés omelette y del inglés rice). Omu-soba es una tortilla francesa con yakisoba como relleno. Okonomiyaki es una tortita japonesa comparada con una tortilla francesa.
- En México, a la tortilla francesa o tortilla de huevo se le conoce simplemente como omelette; cuando es acompañado de papas, se le conoce como «omelette con papas» o «tortilla española»; cuando se prepara con guisantes o chícharos se le conoce como «omelette francés» o «tortilla francesa». Existe la variante de omelette con champiñones, omelette de jamón (jamón york natural, virginia o ahumado), omelette de jamón de pavo y, en algunos casos, los champiñones o jamón se mezclan adicionalmente con queso (tipo Oaxaca, manchego o gouda) el cual se funde en la preparación. En Yucatán se le llama «torta de huevo»; al batido se le agrega hojas de hierbabuena; se sirve con una salsa hecha de cebolla roja, naranja agria y chile habanero.
- En Panamá se le llama «torta de huevo» y se suele preparar con salchichas. En restaurantes es más común que se prepare con jamón.
- En Paraguay, se conoce como tortilla paraguaya a un preparado similar a los buñuelos, también se conoce la tortilla española y el omelette.
- Una tortilla tailandesa puede ser una kai yat sai.
- En Venezuela se llama a la tortilla francesa (solo con huevos) simplemente «tortilla», en tanto que la elaborada con queso o jamón y queso se le llama «omelette». Por su parte, si lleva papas se le llama «tortilla española», y en caso de llevar pasta cocida se le llama «tortilla de pasta o italiana». Se suelen incorporar también otros ingredientes: salchichas de Viena, chorizos, pescado esmechado, carne molida, cebolla en aros, tomates en ruedas, pimientos en tiras; dependiendo del gusto de cada comensal.
- Western omelette, denominada también como Denver omelette, es una tortilla francesa elaborada con pedacitos de jamón, cebollas, y pimientos. Se sirve a menudo en el medio oeste de los Estados Unidos y, a veces, tiene queso y se acompaña con patatas fritas.